# Hormogónio

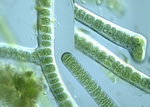
As Stigonematales são um dos grupos de cianobactérias que desenvolvem hormogónios.

Hormogónio (latim: hormogonium) é a designação dada em microbiologia a filamentos celulares móveis formados por algumas cianobactérias das ordens Nostocales (géneros Tolypothrix e Calothrix) e Stigonematales. São formados durante o processo de reprodução assexuada e actuam como propágulos e corpos reprodutivos.

## Descrição
Algumas cianobactérias desenvolvem este filamento como meio de sobrevivência quando se encontram expostas a condições de vida hostis ou num meio novo. A hostilidade do ambiente depende da quantidade de luz e da presença de nutrientes, especialmente durante a reprodução, e pode levar a que as cianobactérias também possam desenvolver acinetos e heterocistos.
A presença de azoto (ou nitrogênio) é imprescindível para o desenvolvimento dos hormogónios. As cianobactérias entram em simbiose com plantas ajudando-as a fixar azoto, o que ocorres especialmente com a ordem das Nostocales e as suas plantas hospedeiras. Em resposta à presença do factor indutor de hormogónios (HIF) secretado pelas plantas que as acolhem, as cianobactérias produzem os hormogónios e em cerca de 96 horas retornam ao estado vegetativo anterior. Geralmente durante o estado transitório activo, as cianobactérias conseguem introduzir-se na planta e em seguida, começam a desenvolver células especializadas na fixação de azoto, os chamados heterocistos, permitindo uma total simbiose com a planta.
O aparecimento de hormogónios parece estar relacionada com o processo de oxidação da plastoquinona, enquanto o aparecimento de heretrocistos parece ligado a um processo de redução. Se passar um ambiente rico em azoto para o outro com amónio, diminui 50% a probabilidade de ocorrência de simbiose.

## Características
A dimensão e características dos hormogónios variam de acordo com as espécies, podendo ter algumas centenas de micrómetros de comprimento e mover-se a uma velocidade de até 11 μm/s através de uma motilidade do tipo delta, o que requer uma superfície capaz de reter a humidade ou um substrato viscoso, tal como o ágar.
É possível distinguiros hormogónios dos tricomas vegetativos pela forma celular e, em alguns casos, pela presença nas cianobactérias de vesículas contendo gás.